# Кон Фелікс Якович

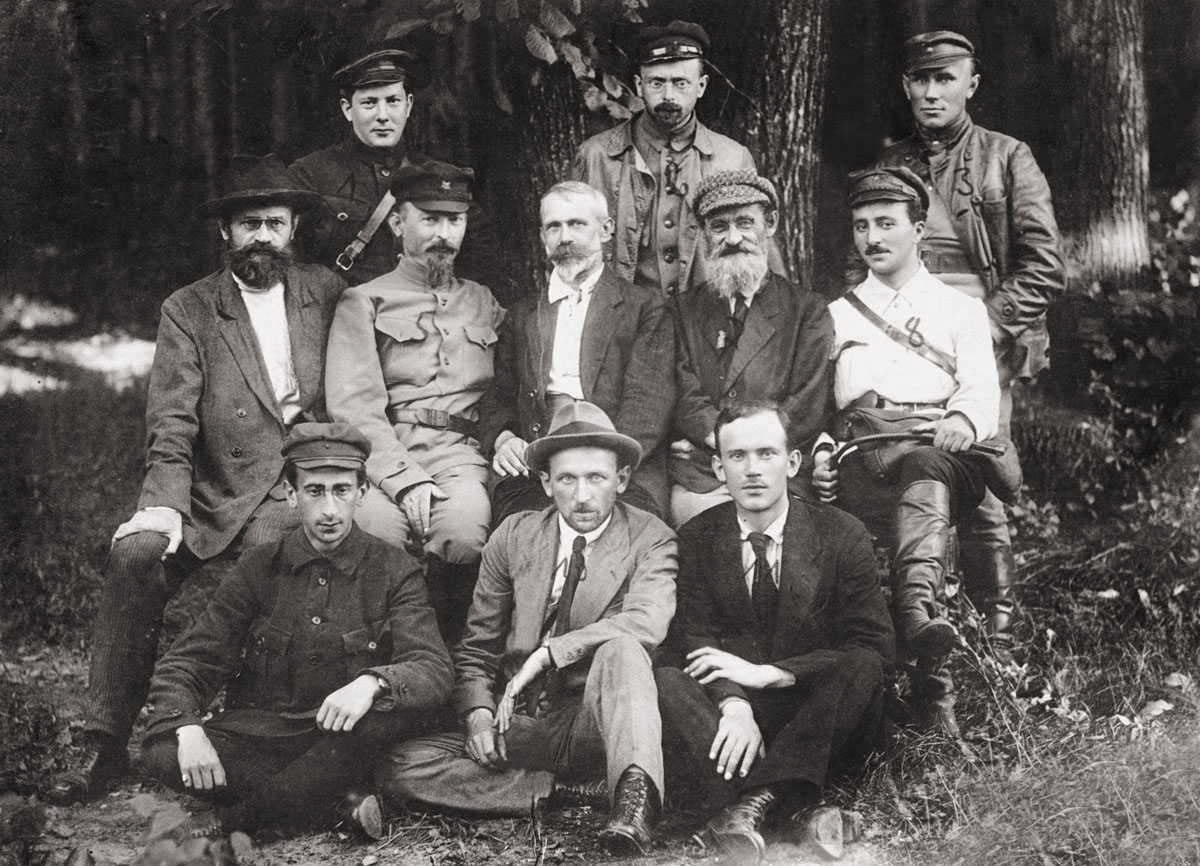
У середньому ряду, другий праворуч — Фелікс Кон

Кон Фе́лікс Я́кович (30 травня 1864, Варшава, Царство Польське, Російська імперія — 28 липня 1941, Москва, СРСР) — польський, радянський партійний та державний діяч. Член ЦК КП(б)У в 1920-1923 роках. Кандидат у члени Політбюро та член Оргбюро ЦК КП(б)У з 23 листопада 1920 по 22 березня 1921 року. Член Політбюро ЦК КП(б)У з 22 березня по 9 грудня 1921 року. Член ВУЦВК і Президії ЦВК СРСР.

## Біографія
Народився в асимільованій єврейській родині, яка була віддана справі звільнення Польщі з-під російського панування. За спогадами самого Кона, у родині панували «антимоскальські» настрої. Брат матері Ісідор Гейльперн був ад'ютантом Лянгевича, брав участь у Січневому повстанні 1863 року, після його розгрому втік за кордон.
Після відвідин разом з іншими учнями Варшавської гімназії спектаклю за участю актриси Олени Мондржевської Кон був виключений з гімназії. Така ж міра покарання була застосована до інших гімназистів, один з яких, І.Нейфельдт, покінчив життя самогубством. Після цього виключення Кона та інших учнів з гімназії було скасоване. Похорони Нейфельдта перетворились на масову демонстрацію, у якій брав участь і Фелікс Кон.
Закінчив Варшавську гімназію. Навчався у Варшавському університеті. З 1882 — член Польської робітничої партії «Пролетаріат». У червні 1884 року заарештований. Майже цілий рік ішов по етапу разом з карними злочинцями. У 1885—1904 роках перебував на каторзі на Карі (Нерчинський повіт Забайкальської губернії) та засланні (Якутськ, Іркутськ, Мінусінськ, нині міста в Росії).
У засланні проводив перепис населення, вивчав корінне та російське старожитнє населення Сибіру, проводив антропологічні та етнографічні дослідження.
У 1904 році повернувся до Варшави, вступив до Польської соціалістичної партії (ППС).
У 1905—1907 роках проводив революційну роботу в Одесі, Варшаві та інших містах. Був членом редколегії «Одесских новостей», де друкувався під псевдо Панглосс.
З 1906 року — член ЦК ППС (лівиці). Брав участь у з'їзді партії, на якому разом з іншими учасниками домігся виключення з партії Пілсудського та його прибічників.
У 1907 році був заарештований, захворів на цингу у варшавській в'язниці «Павіан», після чого був відпущений на поруки і втік до Кракова (Галичина, Австро-Угорщина).
У 1907—1914 році — на еміграції в Кракові, Дрогобичі та Львові. Був директором робітничої лікарняної каси в Дрогобичі та Бориславі, потім перебрався до Львова. У 1914 році був секретарем Краківського союзу допомоги політв'язням.
У 1914 році, після початку війни переїжджає до Швейцарії, де організував разом з Надією Крупською емігрантську касу у масштабі всієї Швейцарії, тобто тримав у руках більшовистський «общак».
У травні 1917 приїздить до Петрограда у пломбованому вагоні. Був обраний членом Центрального виконавчого комітету групи ППС-лівиці в Росії. Відвідав Москву, Тулу, Миколаїв, Одесу, Харків.
У 1917—1918 роках — комісар у польських справах по Харківській губернії. У 1918 разом із Харківською групою ППС (лівицею) вступив до лав РКП(б). Критикував більшовиків, зокрема діячів Донецько-Криворізької республіки. Виступав проти створення ДКР.
У 1919 керував групою польських комуністів у Києві, редагував газету «Голос комуніста» (польською мовою), завідував представництвом Зафронтового бюро ЦК КП(б) України при Дванадцятій армії, очолював видавничу комісію Реввійськради Західного фронту, був членом колегії Наркомату земельних справ, Наркомату зовнішніх справ УСРР та Наркомосу РСФРР. У серпні 1919 року очолив Польське бюро агітації і пропаганди при ЦК РКП(б).
З 1920 року — голова Галицького організаційного комітету КП(б)У, один із організаторів Закордонного відділу ЦК КП(б)У. Липень-серпень 1920 року — член Тимчасового революційного комітету Польщі під керівництвом Мархлевського в м. Білосток (нині місто в Польщі). У лютому 1921 року разом з Ю.Коцюбинським підписав від імені УСРР мирну угоду з Литвою. До березня 1921 року очолював агітаційно-пропагандистський відділ ЦК КП(б)У.
З 22 березня по 9 грудня 1921 року — перший секретар ЦК КП(б)У.
У 1921—1922 роках — начальник Українського політичного управління РСЧА.
У 1922—1923 роках — секретар виконкому Комуністичного Інтернаціоналу. З 1924 по липень 1935 року — член (з 1927 по 1935 рік — заступник голови) Інтернаціональної контрольної комісії Комуністичного Інтернаціоналу.
У 1925—1928 роках — редактор газети «Красная Звезда». У 1928—1930 роках — редактор «Рабочей газеты». Редагував також журнал «Каторга и ссылка».
У 1930—1931 роках — завідувач сектору мистецтв і член колегії Народного комісаріату освіти Російської РФСР.
У 1931—1933 роках — голова Всесоюзного радіокомітету і член колегії Народного комісаріату пошт та телеграфу (зв'язку) СРСР.
У 1933—1937 роках — завідувач музейного відділу Народного комісаріату освіти Російської РФСР. Також був головою Комітету з охорони пам'ятників революції, мистецтва і культури при Президії ВЦВК.
З 1937 по 28 липня 1941 року — редактор журналу «Наша страна».
Помер 28 липня 1941 року під час евакуації з Москви.

## Праці
Автор історичних і мемуарних книг і статей.
- «Збірка творів», т. 1—3. — Х., 1933—35.
- «Фізіологічні та біологічні дані про якутів (антропологічний нарис)». — Мінусінськ 1899.
- «Усинський край». Записки Красноярського підвідділу східносибірського відділу імп. Російського географічного товариства. — Т. II, вип. 1. — Красноярськ, 1914;
- "Історичний нарис Мінусинського місцевого музею за 25 років. 1877—1902 ". — Казань, 1902.
- «Казки з сибірської дійсності». — Томськ, 1902 (збірка статей).

## Вшанування пам'яті
Вулиця Фелікса Кона була до 1990 року в місті Дрогобичі. Вулиця Фелікса Кона була також у місті Вінниця.